# Tartrate

Tartrat-Anion (ohne Berücksichtigung der Stereochemie)

Tartrate (abgeleitet von lateinisch Tartarus) sind die Salze und Ester der Weinsäure. Wenn nur ein Wasserstoffatom der beiden Carboxygruppen durch organische Reste oder Metallatome ersetzt ist, spricht man von sauren oder Hydrogen-Tartraten.

## Eigenschaften
Von den Salzen der Weinsäure sind nur die Alkalitartrate in Wasser leicht löslich. Von den sauren Salzen sind das Natriumtartrat leicht, das Kalium- und Ammoniumtartrat schwer löslich. Alle sonstigen Tartrate sind meist schwerlöslich in Wasser und löslich in verdünnten Mineralsäuren.

## Wichtige Tartrate
Von den Tartraten sind besonders das Kaliumhydrogentartrat (Kaliumbitartrat), das Kaliumantimonyltartrat (Brechweinstein) und das Seignettesalz von Relevanz. Das Kalium-Natrium-Tartrat ist neben Kupfersulfat ein Reagenz bei der Fehling-Probe auf reduzierende Zucker. Natrium-Rubidium-Tartrat spielte eine zentrale Rolle bei der Aufklärung der absoluten Konfiguration von enantiomerenreinen Molekülen.
Arzneistoffe mit einer basischen funktionellen Gruppe werden als Tartrate eingesetzt, z. B. als Weinsäure-Salz von Zolpidem.

## Nachweis

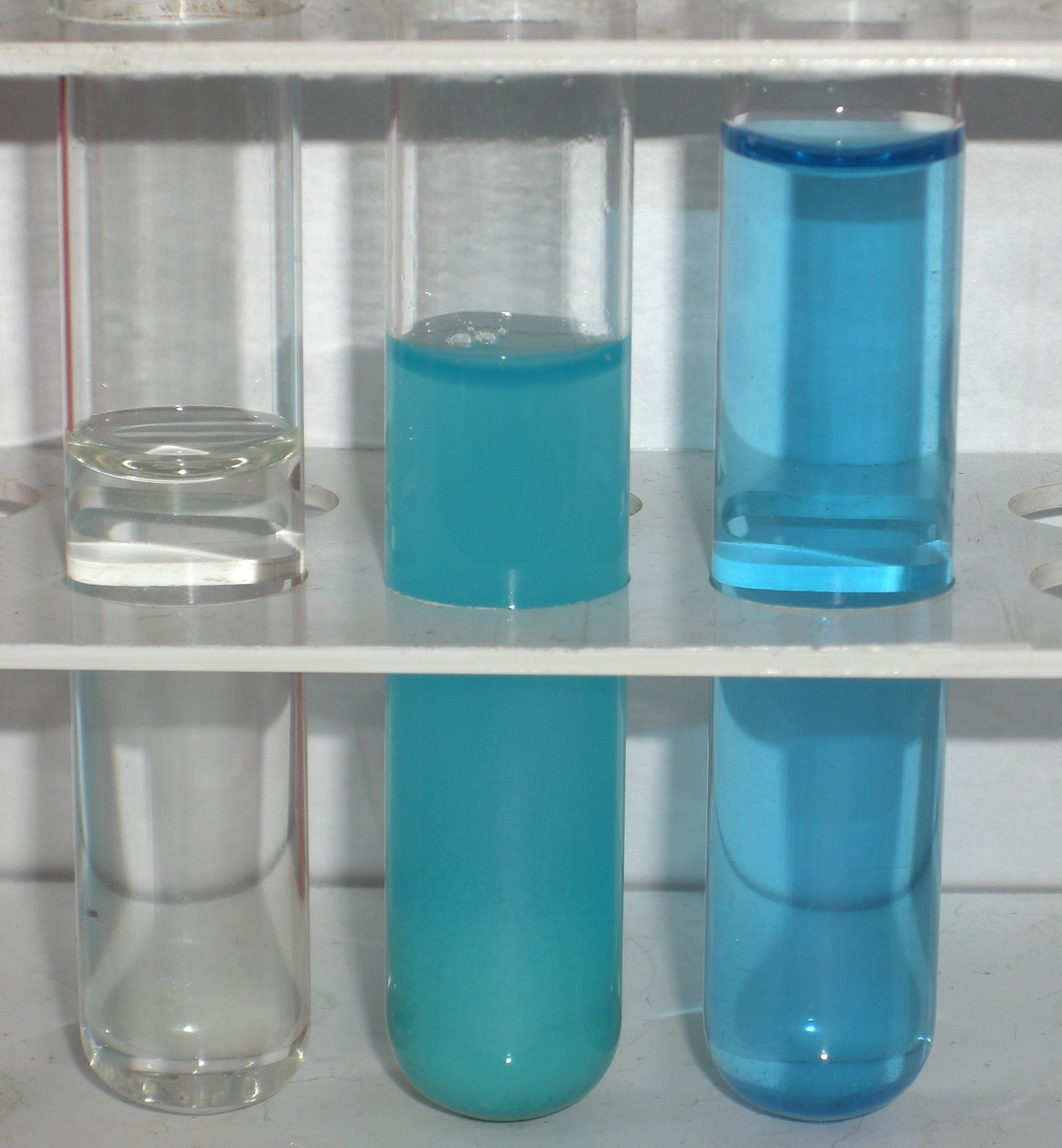
Tartratlösung (links), Tartratlösung nach Zugabe von Kupfer(II)-hydroxid-Niederschlag (Mitte; blau, trübe) und nach weiterer Zugabe von Natronlauge (rechts; blau, klar)

Tartrationen lassen sich durch eine farbliche Komplexbildungsreaktion mit Kupfer(II)-Salzen in alkalischer Lösung nachweisen:
{\displaystyle \mathrm {2\ C_{4}H_{4}O_{6}^{2-}+Cu^{2+}+2\ OH^{-}\longrightarrow \ [Cu(C_{4}H_{3}O_{6})_{2}]^{4-}+2\ H_{2}O} }
Tartrationen, Kupfer(II)-Ionen und Hydroxidionen reagieren zum tiefblau erscheinenden Ditartratocuprat(II)-Komplexion und Wasser